# Raymund Schwager
Raymund Schwager S.J. (Balterswil (Zwitserland), 11 november 1935 - Innsbruck (Oostenrijk), 27 februari 2004) was een Zwitsers katholiek theoloog, jezuïet en medeoprichter van het Colloquium on Violence & Religion.
Hij baseerde zich in zijn werken onder meer op de mimetische theorie van René Girard.

## Leven
Hij werd geboren in een boerengezin als tweede van zeven kinderen. In 1955 trad hij toe tot de kloosterorde van de jezuïeten. Hij studeerde filosofie in Pullach, vlak bij München en theologie in Frankrijk, in Lyon-Fourvière. Hij werd tot priester gewijd in 1966. Hij promoveerde in het Zwitserse Fribourg op een proefschrift over de oprichter van de Orde der Jezuïeten Ignatius van Loyola. Hij werd in 1977 hoogleraar in de theologie aan de theologische faculteit van de Universiteit van Innsbruck. Hij was in 1991 mede-oprichter van het Colloquium on Violence & Religion. Hij was bevriend met René Girard.

## Theologie
In zijn werk heeft hij twee nieuwe wegen bewandeld:
- hij heeft de mimetische theorieën van René Girard uitgewerkt in theologische zin;
- hij heeft een nieuwe inhoud gegeven aan het concept 'dramatische theologie': de Bijbel is geen lineaire, systematische uiteenzetting maar een heilsdrama. (De term "drama" in deze context is afkomstig van Hans Urs von Balthasar.)

## Publicaties (selectie)
NB Er zijn geen Nederlandse vertalingen van zijn werk bekend.
- Religion erzeugt Gewalt – Einspruch! Innsbrucker Forschungsprojekt‚ Religion – Gewalt – Kommunikation – Weltordnung (Beiträge zur mimetischen Theorie 15), Münster: LIT Verlag 2003
- Erbsünde und Heilsdrama. Im Kontext von Evolution, Gentechnologie und Apokalyptik (Beiträge zur mimetischen Theorie 4), Münster: LIT Verlag 1997
- Dem Netz des Jägers entronnen. Wie Jesus sein Leben verstand. Erzählt von Raymund Schwager (Herderbücherei 8812), Freiburg 1994
- Jesus im Heilsdrama. Entwurf einer biblischen Erlösungslehre (Innsbrucker Theologische Studien 29), Innsbruck: Tyrolia-Verlag 1990 (Online beschikbaar)
- Der wunderbare Tausch. Zur Geschichte und Deutung der Erlösungslehre, München: Kösel 1986
- Brauchen wir einen Sündenbock? Gewalt und Erlösung in den biblischen Schriften, München: Kösel 1978 (Online beschikbaar)
- Glaube, der die Welt verwandelt, Mainz: Grünewald 1976
- Das dramatische Kirchenverständnis bei Ignatius von Loyola. Historisch-pastoraltheologische Studie über die Stellung der Kirche in den Exerzitien und im Leben des Ignatius, Zürich: Benziger Verlag 1970

### Engelse vertalingen
- Must There Be Scapegoats? Violence and Redemption in the Bible (Duits: Brauchen wir einen Sündenbock?), New York: Crossroad 2000
- Jesus in the Drama of Salvation. Toward a Biblical Doctrine of Redemption (Duits: Jesus im Heilsdrama. Entwurf einer biblischen Erlösungslehre), New York: Crossroad 1999
- Banished from Eden: Original Sin and Evolutionary Theory in the Drama of Salvation (Duits: Erbsünde und Heilsdrama: Im Kontext von Evolution, Gentechnik und Apokalyptik), Londen: Gracewing 2006

### Over zijn werk
- Roman Siebenrock & Willibald Sandler, Kirche als universales Zeichen. In memoriam Raymund Schwager S.J., Münster: LIT Verlag 2005
- Józef Niewiadomski & Nicolaus Wandinger, Dramatische Theologie im Gespräch. Symposion. Gastmahl zum 65. Geburtstag von Raymund Schwager, Münster: LIT Verlag 2003
- Nicolaus Wandinger, Die Sündenlehre als Schlüssel zum Menschen. Impulse K. Rahners und R. Schwagers zu einer Heuristik theologischer Anthropologie, Münster: LIT Verlag 2003
- Józef Niewiadomski & Wolfgang Palaver, Vom Fluch und Segen der Sündenböcke. Raymund Schwager zum 60. Geburtstag, Thaur: Kulturverlag 1995